# 荒野州立公園
荒野州立公园（Wilderness State Park）是一个与密歇根湖接壤的公共休闲区，位于美國密歇根州北部埃米特县麦基诺市西南5英里处。该州立公园占地4,254公顷，包括42公里的海岸线、森林沙丘和沼泽群、湿地、露营区，以及徒步小径。该州立公园由密歇根州自然资源部经营。2012年，荒野州立公园在被指定为密歇根州的暗空保育區。